# Gentzkow (Adelsgeschlecht)

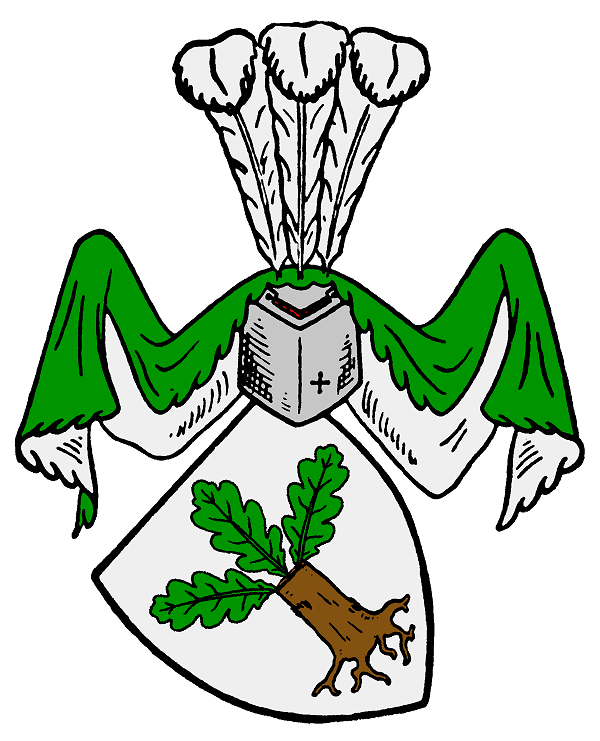
Wappen derer von Gentzkow

Gentzkow ist der Name eines noch heute bestehenden Uradelsgeschlechts der Herrschaft Stargard.

## Geschichte
Die Familie wird am 15. Januar 1304 mit Her Ansim van Genzeko erstmals urkundlich erwähnt. Sie hatte ihren Stammsitz bis in das 17. Jahrhundert in Genzkow bei Friedland (Mecklenburg). Im selben Jahr 1304 ist der Ritter als Anselm Jentzkowe für den Rittersitz Dewitz bezeugt, der mit der Meierei Marienhof bis 1822 gentzkow’scher Besitz ist, seitdem herzoglich mecklenburgische Domäne. Der Name wechselte zwischen Genzekowe, Genczekow, Yenzekowe, Gentzekow, Jentzkow und Gentzkow. Im Jahre 1523 hatte Baltzer Gentzschow für die Familie die Union der mecklenburgischen Landstände mitgezeichnet.
Schlichtemühl (Schlechtmühl), seit 1840 Hessenburg war ein alter Besitz derer von Gristow. Wegen Überschuldung des Gutes kam es 1699 durch Verkauf an den Major von Barnekow und durch Heirat in die Familie von Gentzkow, die es 1786 an die von Hesse, seit 1840 Hesse von Hessenburg, verkauften. An die gentzkow’sche Zeit erinnert heute noch ein prunkvolles Allianzwappen Gentzkow-Ihlenfeld an der Patronatsloge der Dorfkirche Saal.
Ebenfalls findet sich das gentzkow’sche Wappen in der Kirche zu Jatzke am Kanzelaltar aus dem Jahr 1720, neben den Wappen von Linstow und von Plessen. Am Herrschaftsstuhl von 1732 befindet sich eine Stammtafel von Felix Ludwig Zabel von Gentzkow (* 1753), und seinem Bruder Balthasar Leopold Dusert von Gentzkow (* 1756), aufgestellt für ihre Aufnahme in den Johanniter-Ritterorden 1775. In der Kirche finden sich außerdem die Wappenschilde derer von Gentzkow, von Behr und von Dewitz. 1695 hatte Herzog Gustav Adolf den Henning von Dewitz mit Genzkow und einer Meierei in Jatzke belehnt. 1701 erhielt der Obrist Henning Christof von Lübberstorf nach langem Streit mit den Dewitz das Gut Jatzke wieder zu Lehen. 1849 kam das Gut an Adolf von Linstow, der mit einer Gentzkow verheiratet war. Nach seinem Tod fiel es 1895 an die Familie von Bülow. Die Bülows waren selbst mit den Gentzkows verschwägert. 1841 hatte der mecklenburg-schwerin. Leutnant a. D. und Gutsbesitzer auf Bäbelitz und Tangrim, Ernst von Bülow (* 1842), auf dem Gut Jatzke geheiratet, wo er auch 1879 verstarb. Braut war Julie von Gentzkow (* 1822 zu Jatzke; † 1882 zu Güstrow), eine Tochter des Julius von Gentzkow auf Jatzke und der Juliane geb. von Gentzkow.
Im Einschreibebuch des Klosters Dobbertin befinden sich 11 Eintragungen von Töchtern der Familie von Gentzkow von 1754 bis 1838 aus Dewitz, Poggelow, Gentzkow, Kobrow, Broock und Krase zur Aufnahme in das adelige Damenstift. Der Wappenschild mit anhängendem Ordensstern der Konventualin Caroline von Gentzkow befindet sich auf der Nonnenempore in der Klosterkirche. Ihr Grabstein steht in der Reihe 1, Platz 2 auf dem Klosterfriedhof Dobbertin.
Das Schloss Charlottenhof bei Potsdam wurde nach Maria Charlotte von Gentzkow, Frau eines Kammerherren, benannt, die das Gut Charlottenhof von 1790 bis 1794 besaß.

## Besitz
Die von Gentzkow bewirtschafteten folgende historische Güter.
- in Mecklenburg-Strelitz: Bredenfelde, Dewitz, Gentzkow, Glocksin, Golm, Jatzke, Kublank, Leppin, Rossow und Sadelkow
- in Mecklenburg-Schwerin: Poggelow, Schlakkendorf, Schwasdorf und Klein Wüstenfelde
- in der Provinz Pommern
  - in Vorpommern: Bartow, Brechen, Broock,[9][10] Buchholz, Büssow, Carnin, Hövet, Nienhagen und Schlechtmühlen
  - in Hinterpommern: Alt Stüdnitz und Varchentin

## Wappen
Das Wappen zeigt in Silber einen entwurzelten, drei grüne Blätter treibenden natürlichen Eichenstumpf. Auf dem Helm mit grün-silbernen Decken drei silberne Straußenfedern.

## Bedeutende Vertreter
- Kaspar Jentzkow (1535–1611), deutscher Pädagoge und lutherischer Geistlicher
- Johann Adolf Friedrich von Gentzkow (1731–1782), deutscher Schriftsteller
  - Johanna von Bültzingslöwen, geb. von Gentzkow (1770–nach 1823), deutsche Schriftstellerin
- Karl August Wilhelm von Gentzkow (1729–1797), preußischer Generalmajor und Ritter des Orden Pour le Mérite[11]
- Alexander von Gentzkow (1841–1910), preußischer Generalmajor
- Liane von Gentzkow, (* 1888 in Neisse), völkische Jugendbuchautorin und Redakteurin
- Wolfgang von Gentzkow, Professor (Universität Erlangen-Nürnberg)[12], Forscher und Erfinder (Nanotechnologie)[13]